# Long Yun
Long Yun (龍雲, 27 novembre 1884 - 27 juin 1962) est un seigneur de la guerre chinois (de l'ethnie Yi) qui fut gouverneur du Yunnan de 1927 à octobre 1945. Il fut destitué lors de l'« incident de Kunming », une action militaire de Du Yuming agissant sur l'ordre de Tchang Kaï-chek.

## Biographie

### Jeunesse et formation
Long Yun est un Yi ethnique, une population chinoise non Han originaire du Yunnan, et d'autres provinces,,. Général, puis gouverneur du Yunnan, Long Yun est un cousin de Lu Han.
Long Yun commence sa carrière en 1911 dans l'armée du seigneur de guerre local et gravit les échelons jusqu'au rang de commandant de corps. Il sert dans l'armée du Yunnan de Tang Jiyao jusqu'en février 1927 lorsqu'il le destitue avec l'aide de Hu Ruoyu. Il devient peu après commandant de la 38e armée de l'armée nationale révolutionnaire, en même temps qu'il conserve sa fonction de président du Yunnan pendant plus d'une décennie.

### Guerre sino-japonaise
Il est nommé commandant-en-chef du 1er groupe d'armées et combat l'armée impériale japonaise dans sa province. La seconde guerre sino-japonaise (1937–45) apporte le progrès et la modernisation au Yunnan car le gouvernement nationaliste développe la région pour en faire une base de guerre contre les Japonais. Des usines, des universités et des agences gouvernementales des régions côtières y sont transférées, et de la main-d'œuvre fraîche, des capitaux, et de nouvelles idées entrent dans la province. Des industries sont établies, et le gouvernement fait des efforts pour développer les ressources de la région. La route de Birmanie fait du Yunnan le passage obligé des approvisionnements envoyés en Chine par les Alliées, et la ville de Kunming accueille une importante base aérienne américaine. Une avancée de l'armée japonaise le long du fleuve Salouen est stoppée en 1944 à Huitongqiao près de Tengchong, ce qui indique le rôle vital du Yunnan dans la défense du pays. Le Times écrit sur cette bataille de 1944 :
« La campagne de l'armée chinoise, aidée des forces américaines, traversa le fleuve Salouen le 11 mai 1944 afin de repousser les Japonais hors du Yunnan jusque dans le Nord de la Birmanie. Le 11 mai, environ 40 000 Chinois de la force expéditionnaire chinoise traversa le fleuve Salouen et plus de 60 000 autres arrivèrent plus tard. Entre 17 000 à 19 000 Chinois et 15 000 Japonais furent tués dans la bataille qui s'ensuivit. Les grandes pertes chinoises sont dues au fait que les Japonais ont eu le temps de préparer leurs fortifications du côté Sud du fleuve. »

### Après-guerre
Immédiatement après la guerre, Tchang Kaï-chek décide de combattre Long Yun. Lorsqu'il se replie dans l'Ouest de la Chine, il se retrouve dans un petit territoire à peine sous contrôle et est très durement touché par la révolution nationale mise en place après la chute des Qing. Les deux principales provinces de l'Ouest, le Sichuan (pop.: 60 millions) et le Yunnan (pop.: 11 millions), sont contrôlées par des seigneurs de guerre d'une autre époque. En 1941, Tchang avait vaincu le seigneur du Sichuan et nommé un honnête gouverneur progressiste. Lorsque l'armée du Yunnan le trahit en 1945, il est capturé avec son arrière-garde militaire : obéissant patriotiquement à l'ordre de diversion de Tchang, une bonne partie de son armée privée de plus de 100 000 hommes continuait de marcher, en direction de l'Indochine.
Long Yun se voit offrir avant cela un emploi non déterminé à Chongqing qu'il refuse. L'absence de son armée mène à son éviction finale. La nuit du 5 octobre 1945, une action militaire ennemie frappe la porte Sud de Kunming. Une bataille débute alors et dure pendant quatre jours. Les soldats de l'armée de Tchang Kaï-chek occupent rapidement toute la ville. Seules quelques petites troupes de Long ne participent pas aux combats, et Long Yun est capturé. Le quatrième jour de la bataille, le Premier ministre Song Ziwen atterrit à Chongqing. Lui et le commandant chinois, le général Ying-chin, se rassemblent avec Long Yun avant de le transférer jusqu'à Chongqing. Le général Lu Han, ancien proche de Long, reprend la tête du gouvernement du Yunnan pour Tchang Kaï-chek.
Après la fin de son règne de 18 ans, et une nouvelle nomination à Chongqing, Long Yun fuit vers Hong Kong fin 1948 et rejoint le comité révolutionnaire du Kuomintang, une organisation opposée à Tchang. En août 1949, il déclare le début de sa révolte contre Tchang, avec l'aide de Huang Shaohong. Le comité devient finalement le plus grand « parti démocratique » du Parti communiste chinois après la fondation de la République de Chine.

### Retour à Pékin
Long Yun retourne au Yunnan en 1950, après la victoire des communistes qui lui redonnent son ancien poste. Il n'est pas seulement réinstallé comme gouvernement mais reçoit d'autres nominations de haut-rang comme celle de membre de la conférence consultative politique du peuple chinois ou du Comité permanent de l'Assemblée nationale populaire. Il devient aussi vice-président du comité de la défense nationale et vice-président du conseil administratif du Sud-Ouest. Mais l'un de ses fils, Long Sheng-zeng, et sa famille, sont tués par l'armée populaire de libération, dont tous ses enfants, âgés de 13 ans (fils), 11 ans (fille), 9 ans (fils), et un fils de quelques mois. Seul un fils, Pao Fu Lung, survit car il n'était pas avec sa famille à ce moment-là.

### Mouvement anti-droitiste
Plus tard, durant la campagne anti-droitiste, Long Yun est cependant accusé d'être un droitiste à cause de sa critique de l'aide étrangère chinoise. Il maintient que le niveau de vie standard de l'Union soviétique est si élevé que les simples travailleurs possèdent leur propre voiture, et que la responsabilité d'effectuer de l'aide étrangère doit revenir à l'Union soviétique, et non à la Chine puisque l'économie chinoise est beaucoup moins avancée que celle de l'Union soviétique parce qu'elle ne s'est toujours pas remise entièrement de la guerre.
Long Yun refuse de revenir sur ses déclarations et critique ouvertement son traitement pour avoir dit la vérité. Finalement, le lendemain de sa mort en 1962, le gouvernement chinois déclare officiellement qu'il n'était pas un droitiste et qu'il est partiellement « réhabilité ». En juillet 1980, près de vingt ans après sa mort, il est finalement complètement « réhabilité » en accord avec la politique du gouvernement d'admettre que le mouvement anti-droitiste était une mauvaise chose.

## Source de la traduction
- (en) Cet article est partiellement ou en totalité issu de l’article de Wikipédia en anglais intitulé « Long Yun » (voir la liste des auteurs).